# ديتر براون
ديتر براون (بالألمانية: Dieter Braun)‏ مواليد 2 فبراير 1943 في أولم، هو متسابق دراجات نارية ألماني فاز ببطولة سباق الجائزة الكبرى للدراجات النارية. نافس في سباقات بطولة العالم لفئة 500 سي سي ولفئة 350 سي سي ولفئة 250 سي سي ولفئة 125 سي سي ولفئة 50 سي سي. كما شارك في كأس جزيرة مان السياحية.

## البطولات
- سباق الجائزة الكبرى للدراجات النارية 1970
- سباق الجائزة الكبرى للدراجات النارية 1973

## روابط خارجية
- ديتر براون على موقع MotoGP.com (الإنجليزية)